# Vasovasostomía
Vasovasostomía literalmente significa la unión quirúrgica de un conducto con otro conducto. En medicina hace referencia a la intervención quirúrgica que vuelve a unir el conducto deferente en aquellos varones a los que previamente se les ha practicado una vasectomía, lo que la convierte en el contrario de esta última. 

## Historia
El término que usó Earl Owen en 1971 tras realizar la primera intervención, fue vasovasostomía.
El término para indicar la reversión de la vasectomía (vasovasostomía), implica el procedimiento quirúrgico para volver a conectar el vaso deferente, cortado al realizar la vasectomía.

## Factores pronóstico
Tiempo de obstrucción.
El éxito en la reversión de la vasectomía es inversamente proporcional al tiempo transcurrido desde la realización de la vasectomía: a menor tiempo transcurrido, mayor porcentaje de éxitos.
Por debajo de los 5 años suelen recuperar la fertilidad hasta un 98% que cae por debajo del 35% si el tiempo transcurrido supera los 15 años.
Presencia de granuloma.
Uno de los factores - pronósticos incluidos en el grupo de "determinantes" vendrá dado por la presencia o ausencia de un granuloma espermático en al menos uno de los lados donde se ha practicado la vasectomía.
En la exploración física que debe realizarse previamente a la intervención, podremos apreciar con facilidad y de forma clara, la presencia o ausencia del mismo.
En los casos en que exista granuloma, notaremos de manera inequívoca un pequeño nódulo duro y de un tamaño aproximado al de una lenteja. Su presencia en al menos uno de los lados será un signo favorable de cara al resultado de la intervención.
En los casos en que no detectemos su presencia en ninguno de los lados, el pronóstico se basará completamente en el factor tiempo (intervalo transcurrido desde que se efectuó la vasectomía).
Técnica quirúrgica.
En un artículo médico publicado en EE. UU. se ha descrito la intervención de vasovasostomía como "one of the most technically challenging operations in the field of urology", o sea, una de las intervenciones urológicas de mayor desafío técnico.
Y es que se trata de unir con alta precisión un conducto cuya luz no suele sobrepasar el medio milímetro de diámetro.
El dominio y la experiencia en las técnicas microquirúrgicas, la elección de las suturas más finas (no inferiores a 8 "0"), la ejecución de la anastomosis con precisión en el acoplamiento de las mucosas y la realización de una sutura estanca y sin tensión, son las principales e imprescindibles condiciones para conseguir el éxito en esta cirugía.
Experiencia del cirujano.
No es ninguna sorpresa que la vasovasostomía sea una de las intervenciones urológicas con la curva de aprendizaje más alta.
Siendo importante la destreza, habilidad y paciencia, es indispensable la periódica ejecución de dicha cirugía. Aconsejándose una cadencia mínima de dos intervenciones al mes, de lo contrario el porcentaje de buenos resultados será un sueño.

## Procedimiento y anestesia
La intervención de vasovasostomía debe ser realizada por un cirujano urólogo experto y experimentado en microcirugía.
El quirófano de una clínica es el lugar indicado, el cual debe estar dotado de un buen microscopio quirúrgico y del material específico en la microcirugía de una vasovasostomía. Son imprescindibles las pinzas de punta roma y en especial el aproximador de Goldstein
La reversión de la vasectomía se realiza mediante la aplicación de anestesia local, lo que permite que el paciente sea dado de alta al finalizar la intervención, no precisando ingreso en clínica.

## Estadísticas
Porcentaje de solicitudes.
El porcentaje de varones vasectomizados que solicitan su reversión, varía según países y razones.
En EE. UU. cifran entre un 4 y un 6% el número de solicitudes de recanalización, mientras que en España, aunque las estadísticas son poco fiables por la falta de datos, se supone que no supera el 1.5 %.
De todas las solicitudes, la causa más frecuente viene generada por la separación y la formación de una nueva pareja, generalmente más joven y sin hijos. Se sigue, pero muy de lejos, por el grupo de parejas que sin haberse separado, desean tener otro hijo.
Un colectivo menos numeroso es el formado por separados sin nueva pareja, y en último lugar los que tras realizarse la vasectomía, no toleran psicológicamente ser estériles.
Porcentaje de éxitos.
Consideramos que hemos conseguido el objetivo si en los análisis de semen post-quirúrgicos aparecen espermatozoides en cantidad y calidad razonables.
En cerca del 98% se consigue si el tiempo transcurrido desde la vasectomía no supera los 5 años y al menos en uno de los lados existe un granuloma espermático. El porcentaje sobrepasa ligeramente el 90 % cuando el tiempo transcurrido se encuentra entre los 5 y los 10 años y contamos con la presencia de granuloma en al menos uno de los lados.
Por encima de los 10 años las mejores estadísticas no superan el 60 %, bajando hasta el 35 % cuando el tiempo está entre los 15 y los 20 años.
Porcentaje de embarazos.
La tasa de embarazos dependerá de factores como:
Tiempo transcurrido desde la realización de la vasectomía.
La presencia de un granuloma espermático en al menos uno de los dos lados de la vasectomía. Dicho granuloma actúa como "válvula" de descompresión, evitando una hiperpresión en los finos y delicados vasos epididimarios y la subsiguiente ruptura de los mismos, tras lo cual se desarrolla una fibrosis que los ocluye haciendo ineficaz la vasovasostomía.
La excelente salud ginecológica de la mujer es imprescindible para la consecución de un embarazo.
El porcentaje de embarazos en los casos en los que se ha constatado la presencia de un granuloma en al menos un lado y el tiempo desde la vasectomía no excede los 15 años, se establece entre un 52 y un 70 %.